# Henry (Dakota Południowa)
Henry – miasto w Stanach Zjednoczonych, w stanie Dakota Południowa, w hrabstwie Codington.